# AfrotroniX
AfrotroniX, de son vrai nom Caleb Rimtobaye (né en 1986 à N'Djaména), est un musicien tchadien. Il utilise le personnage d'AfrotroniX pour développer un univers afrofuturiste avec de la musique pop. Ce personnage fait sa première apparition en 2014, arborant un casque et une combinaison, il fusionne la musique électronique à des rythmes africains et au blues touareg.

## Biographie
Caleb Rimtobaye est un artiste, musicien, producteur et chanteur natif de Bedaya, dans le sud du Tchad. Il est le fondateur du personnage Afrotronix, le fondateur et directeur artistique du groupe Les Aunties, et le fondateur et chef d'orchestre du groupe H’sao. Il s'installe au Canada en 2001 à la faveur d’un concours musical pour les IVe Jeux de la Francophonie : le groupe de musique qu'il a constitué au Tchad avec quatre de ses frères, H'Sao et dans lequel il chante et joue de la guitare, remporte la médaille de bronze.
En 2014, il crée le personnage d'AfrotroniX. Il fusionne la musique électronique à des rythmes africains et au blues touareg, et s'appuie sur un monde scénique futuriste, avec un personnage doté d'un casque appelé « afroton » inspiré du masque initiatique Yondo des Saras qui lui cache le visage, et habillé d'une combinaison. L'ensemble évoque visuellement un univers entre Star Wars, le film Tron et Daft Punk,,,.
Le 25 novembre 2018, il reçoit le prix du meilleur DJ africain de l'année lors des All Africa Music Awards à Accra, au Ghana. Le 28 février 2019, il reçoit le prix canadien Gala Dynastie du meilleur artiste, destiné à récompenser « l’excellence black du Québec », puis quelques mois plus tard celui de meilleur duo électro au All Africa Music Awards à Lagos, au Nigéria. Le 29 octobre 2022, il remporte le prix du meilleur artiste au Hollywood and African Prestigious Awards. Décrit par le quotidien Le Monde comme le musicien panafricain du futur, il se positionne par sa volonté de représenter un Tchad futuriste.
Il travaille à plusieurs reprises avec la griotte Djely Tapa, d'origine malienne, installée également à Montréal, et produit et réalise son premier album, Barokan,,. Il publie en 2017 un album intitulé Nomadix, et en 2019 il publie Saotronix.
Caleb est ingénieur électronicien de formation. Caleb Rimtobaye est père de trois enfants issus de sa relation avec une femme d'origine allemande avec qui il est en couple.